# Pristimantis lancinii
Pristimantis lancinii là một loài động vật lưỡng cư trong họ Strabomantidae, thuộc bộ Anura. Loài này được Donoso-Barros mô tả khoa học đầu tiên năm 1965. Chúng là loài đặc hữu của Venezuela. Môi trường sống tự nhiên của chúng là đồng cỏ ở cao nhiệt đới hoặc cận nhiệt đới. Loài này đang bị đe dọa do mất môi trường sống.